# Ту-64
Ту-64 — проект тяжёлого дальнего бомбардировщика, разработанный в ОКБ Туполева в середине 1940-х годов. Разрабатывался как носитель ядерного оружия. Проект не вышел из стадии эскизного проектирования. Наработки по проекту использовались в дальнейшей работе ОКБ.

## История создания
В СССР в годы Великой Отечественной войны началось создание атомного оружия. С этой целью в 1943 году было организовано Первое главное управление при Совете Министров СССР, которое занималось вопросами координации работ по этой тематике. Тут же возник вопрос о создании носителя такого оружия. 7 сентября 1943 года А. С. Яковлев, бывший в то время заместителем наркома авиационной промышленности СССР, направил письмо А. Н. Туполеву, в котором последнему поручалось разработать эскизный проект 4-моторного тяжёлого бомбардировщика с герметичными кабинами и пушечным вооружением. Максимальная скорость на высоте 10 тысяч метров должна была составлять 500 км/ч, дальность полёта с полной бомбовой загрузкой — 5 000 км, с бомбовой нагрузкой 7000—8000 кг — 6000 км, бомбовая ёмкость — 2 бомбы по 5000 кг, которые устанавливаются внутри фюзеляжа. Эскизный проект должен был быть представлен к 1 октября того же года.

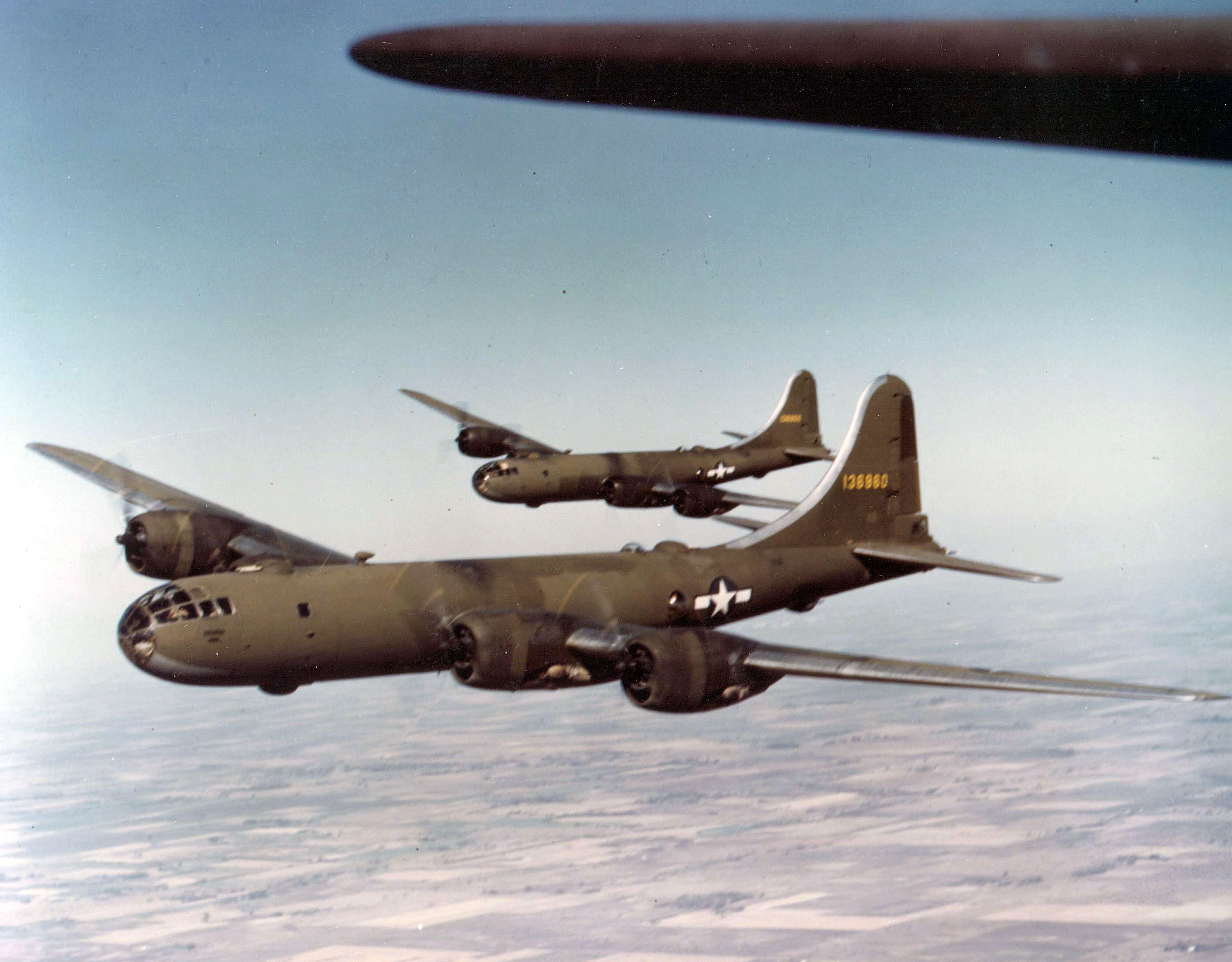
Boeing B-29 Superfortress

Проект получил название «Самолёт 64». ОКБ предлагалось создать бомбардировщик, который по своим характеристикам приближался к Boeing B-29 Superfortress. Советский аналог проектировался в бомбардировочном и транспортно-пассажирском вариантах. По проекту самолёт имел габариты, близкие к Пе-8, но его масса получалась вдвое больше. Из-за войны исследовательские работы были затруднены, поэтому приходилось использовать существующие материалы и оборудование.
Были рассмотрены несколько десятков видов компоновки самолёта, включая экзотические, например, двухбалочная схема. Разработчики остановились на нормальной схеме с разнесённым шайбовидным вертикальным оперением и шасси с носовым колесом. Все новшества, которые могла позволить себе советская авиапромышленность, были включены в проект. Предложенный самолёт занимал промежуточное положение между бомбардировщиками 1930-х годов и самолётами класса В-29.
В августе 1944 года эскизный проект был готов. Самолёт смог бы наносить дневные удары по объектам в глубоком тылу врага. Мощное пушечное вооружение позволяло ему действовать в зонах с сильной противовоздушной обороной. Гермокабины позволяли летать на высотах 8-10 тысяч метров, что дополнительно повышало безопасность полёта. Ту-64 был цельнометаллическим монопланом со средним расположением крыла. Веретенообразный фюзеляж имел толстую работающую монококовую обшивку. Двухлонжеронное крыло оснащалось посадочными щитками-закрылками типа Фаулер. Предполагалось оснастить самолёт двигателями АМ-42ТК, АМ-43ТК-300Б, АЧ-30БФ (дизели), АШ-83ФН или М-250.
В передней гермокабине размещались первый лётчик — командир корабля, второй лётчик, штурман-бомбардир, бортинженер и радист; в средней — старший стрелок, левый бортовой стрелок и правый бортовой стрелок; в задней негерметичной кабине находился стрелок кормовой пушечной установки, которого мог заменять один из боковых стрелков. Нормальная бомбовая нагрузка составляла 5 тонн, максимальная — 18 тонн. Была предусмотрена возможность увеличения бомбовой нагрузки при использовании по целям, мало удалённым от линии фронта.
Оборонительное вооружение обеспечивало полный круговой обстрел любой цели как минимум четырьмя стволами. Пушки типа НС-23 и Б-20 располагались в четырёх башнях, попарно сверху и снизу фюзеляжа, а также одна или две пушки в кормовой установке. Башни вращались на 360 градусов, боезапас составлял 200 снарядов на ствол. Башни имели электродистанционное управление. Управление передними башнями при необходимости можно было в любой момент переключить на переднюю кабину. Кормовая установка имела боезапас 300 снарядов и использовалась на малых высотах. На больших стрелок переходил в среднюю гермокабину.
Бронирование обеспечивало полную защиту от 20-мм пушек. Оборудование позволяло эксплуатировать самолёт днём и ночью в любых метеоусловиях. Предполагалась установка автопилота, связанного с бомбардировочным прицелом, радиостанции дальней и межсамолётной связи, радиокомпаса, радиовысотомера, аппаратуры опознавания и другими радиосистемами, позволявшими выполнять полёт по заданному маршруту. Особо нагруженные агрегаты (шасси, бомболюки) имели гидропривод, все остальные системы оснащались электроприводом.
Проект был рассчитан на поточное крупносерийное производство. Для этого конструкция была разбита на большое число отдельных агрегатов. При производстве предполагалось широко использовать цветное литьё, горячую и холодную штамповку, что позволяло механизировать производство.
На основании предварительного проекта в августе 1944 года ВВС СССР были подготовлены тактико-технические требования к высотному дальнему бомбардировщику. По этому проекту самолёт должен был иметь возможности, помимо ударных задач, выполнять также стратегическую разведку и транспортно-десантные операции. В бомбардировочном варианте боевой потолок должен был составлять 9-10 тысяч м, тактический радиус не менее 2000 км (с бомбовой нагрузкой 5 т), мощное пушечное вооружение с круговым обстрелом (7 огневых точек с 12 пушками калибром 20-23 мм), бомбовый отсек на 18 т бомб.
В транспортном варианте предполагалась установка 50 кресел для пассажиров, в десантном — места для 70 десантников с возможностью покинуть самолёт за 15 с или габаритных грузов (лёгкий танк Т-60, двигатели АМ-39 и М-71 в упаковке, автомобили М-1 и ГАЗ-АА) с обеспечением механизации погрузочно-разгрузочных работ. В разведывательном варианте в бомбоотсеке устанавливался дополнительный топливный бак, позволявший увеличить дальность полёта до 7000 км.
Предполагалось использование самого современного оборудования, производимого на тот момент советской промышленностью, что позволяло создать самолёт, сравнимый с лучшими западными аналогами. Однако проект не предусматривал бортовую радиолокационную станцию, сопряжённую с оптическим бомбардировочным прицелом, что сильно снижало эффективность использования самолёта.
В сентябре 1944 года макет самолёта был показан заказчику, который высказал много замечаний, в частности, потребовал установки бортовой РЛС. В феврале 1945 года состоялся показ нового макета и снова были высказаны пожелания по совершенствованию самолёта. ВВС, знакомясь с образцами западной техники, поднимало планку требований и они, в конце концов, превысили возможности советской авиапромышленности.
В апреле 1945 года комиссия утвердила макет самолёта с четырьмя двигателями АМ-43ТК-300Б. Экипаж увеличился до 10 человек: в передней гермокабине прибавился оператор бортовой РЛС. Число пушечных установок сократилось до 5, пушек — до 10. К перечню оборудования добавились РЛС, радиовысотомеры малых и больших высот, радиоаппаратура слепой посадки, аппаратура дальнего самолётовождения, аппаратура радиоопознавания и система оповещения об облучении хвостовой части.
Работы продолжались и после окончания Великой Отечественной. Необходимость создания самолёта обострилась после атомной бомбардировки Японии. Камнем преткновения стало оснащение самолёта в установленные сроки современным оборудованием. Поставщики не могли обеспечить «самолёт 64» навигационным и радиолокационным оборудованием, автоматизированной дистанционной системой управления стрелково-пушечным вооружением.

### Завершение проекта
Ввиду государственной важности проекта, работа по нему находилась под контролем руководства страны. Оно знало обо всех проблемах проекта. Поэтому И. В. Сталин счёл целесообразным скопировать самолёт B-29, четыре экземпляра которого находились на Дальнем Востоке после их вынужденной посадки в СССР. Работы по копированию самолёта были поручены ОКБ Туполева и казанскому заводу № 22. Советский вариант самолёта В-29 получил название Ту-4. 6 июня 1945 года вышло соответствующее постановление Государственного комитета обороны.
Хотя основные усилия КБ были сосредоточены на копировании В-29, там не спешили отказаться от своего проекта. Исходный проект многократно перерабатывался с учётом найденных в В-29 решений. В конце 1946 года был подготовлен третий вариант самолёта с двигателями АМ-46ТК-ЗПБ мощностью 2300 л. с. Самолёт стал низкопланом, что позволяло унифицировать конструкцию для бомбардировочного и транспортного вариантов. Передняя кабина для улучшения обзора имела ступенчатое остекление. Была установлена бортовая РЛС «Кобальт», расширен состав бортового оборудования.
Туполев не был уверен в успехе копирования В-29, поэтому он продолжал работы по проекту 64. Так же вело себя Министерство авиапромышленности, которое 27 марта 1946 года издало приказ о разработке проекта и подготовке производства самолёта. Когда стал очевиден успех работы по проекту Ту-4, работы по проекту 64 были прекращены. 16 апреля 1947 года министерством авиапромышленности был издан соответствующий приказ.
Неудача проекта 64 была связана с технологическим отставанием СССР от Запада. Никаких последствий для руководства ОКБ провал проекта не имел. За срыв проекта были наказаны руководитель наркомата авиапромышленности А. И. Шахурин и главнокомандующий ВВС А. А. Новиков, которые были обвинены в отставании советской авиапромышленности, сняты со своих постов и репрессированы. После смерти Сталина Шахурин стал заместителем министра авиапромышленности, а Новиков — главкомом Дальней авиации.

### Пассажирский вариант
Осенью 1944 года в ОКБ прорабатывался также пассажирский вариант, именовавшийся «самолёт 66». Для переделки в пассажирский самолёт предполагался ряд доработок: заменялся центральный отсек фюзеляжа на участке центроплана крыла; центроплан опускался на 0,5 м, из-за чего самолёт становился низкопланом; в фюзеляже над крылом создавался проход и место для двух туалетных комнат; бомбоотсек герметизировался и получалась общая гермокабина от носка фюзеляжа до кабины стрелков. Эти переделки были предусмотрены в конструкции, поэтому имелась возможность как одновременного выпуска обоих вариантов, так и быстрой переделки одного варианта в другой.
В пассажирском варианте самолёт имел две каюты в передней части самолёта и три в задней. Каждая каюта была рассчитана на 8 пассажиров. Позади кают был салон на 12 пассажиров. Четыре первые каюты могли быть переделаны в спальные для четырёх человек в каждой.
Багажные отделения размещались между кабиной экипажа и пассажирскими каютами напротив переднего входа и в хвостовой части фюзеляжа. Между каютами и салоном напротив заднего входа имелся буфет.
Экипаж пассажирского варианта состоял из первого лётчика — командира корабля, второго лётчика, штурмана, борттехника, радиста и стюардессы. Весь экипаж, за исключением стюардессы, располагался в передней кабине. Размеры пассажирского варианта не отличались от размеров бомбардировочного. Управление гражданского флота подготовило технические требования на постройку самолёта для пассажирских и грузовых перевозок на линиях большой протяжённости. В военное время самолёт предполагалось применять в военно-транспортном, десантном и санитарном вариантах и иметь приспособление для буксировки, грузовых планёров. Двигатели должны были иметь мощность 1500—2000 л. с., крейсерская скорость — не менее 400 км/ч, дальность полёта — 2500 км, коммерческая нагрузка — не менее 6 т, пассажирских мест — 50. Экипаж включал семь человек (два пилота, бортмеханик, штурман, радист и две стюардессы).
Военно-транспортный вариант предусматривал возможность перевозки войскового подразделения с вооружением, 16-18 подвесок парашютных грузов по 200 кг, подвесных несбрасываемых негабаритных грузов массой по 200 кг с креплением на узлах парашютных грузов, лёгких танков, плоскостей самолётов и т. д. Для погрузочных работ были предусмотрены съёмные краны-стрелы. В фюзеляже была предусмотрена загрузочная дверь с габаритами 2,4×2 м и места узлов крепления грузов в полу и по бортам. Десантный вариант предусматривал возможность перевозки 60 парашютистов в зимнем обмундировании с боевым снаряжением. Фюзеляж должен был иметь две двери в разных частях фюзеляжа для быстрого покидания самолёта.
Санитарный вариант предусматривал возможность перевозки 50 лежачих раненных в сопровождении двух медработников. Фюзеляж должен был иметь узлы крепления носилок и баллонов с кислородом. В этом варианте, как и в пассажирском, самолёт должен был иметь отопление и вентиляцию. В военных вариантах самолёта предусматривались три оборонительные стрелковые точки и бронезащита экипажа.
Самолёт так и остался на стадии эскизного проектирования. Полученный опыт использовался в проектировании и строительстве самолётов Ту-70, Ту-75, Ту-4 и при проектировании узлов транспортно-санитарных вариантов серийных пассажирских послевоенных самолётов.

## Лётно-технические характеристики
Источник данных: 

Технические характеристики
- Экипаж: 10
- Длина: 30,0 м
- Размах крыла: 42,0 м
- Высота: 7,2 м
- Площадь крыла: 152 м²
- Масса пустого: 22 000 кг
- Нормальная взлётная масса: 36 000 кг
- Максимальная взлётная масса: 47 500 кг

Лётные характеристики
- Максимальная скорость: 607 км/ч
- Крейсерская скорость: 500 км/ч
- Практическая дальность: 5 470 км
- Практический потолок: 9 600 м

Вооружение
- Стрелково-пушечное: 8 × НС-23 (400 снарядов)
- Бомбы: норм. - 8 000 кг, макс. - 10 000 кг